# Lucro

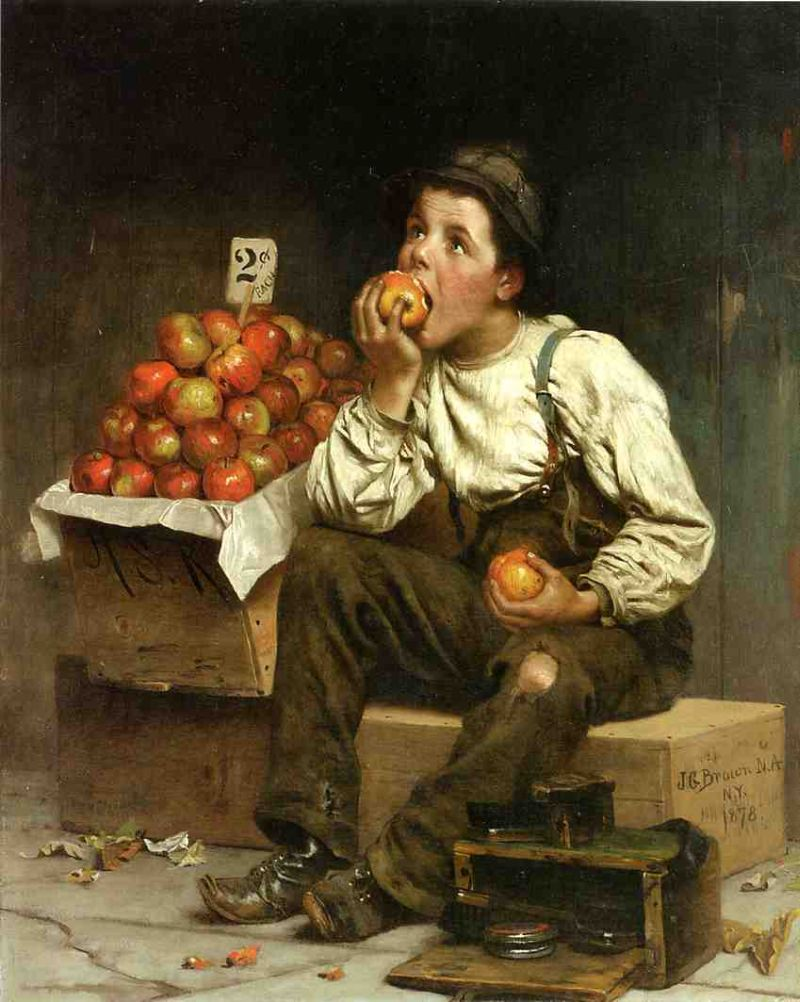
Eating the Profits (Comiéndose las ganancias), John George Brown, 1878.

El lucro (del latín lucrum, lucri, beneficio) se refiere al provecho, beneficio económico, utilidad, ingreso, ganancia o plusvalía obtenidas para el controlador de la producción o distribución de determinado producto o servicio. Este término es utilizado en la economía, la contabilidad y la jurisprudencia, utilizándose para describir los resultados o los fines (ánimo de lucro) que pueda tener alguna persona u organismo participante de un mercado. 
El lucro es además una de las reglas principales del capitalismo el cual impulsa el interés privado de personas, pequeños negocios, grandes empresas y multinacionales para obtener ganancias por su actividad haciendo uso del derecho a la propiedad privada, de su capital y del acceso a concesiones (derechos de explotación, contratos, servicios, etc..), los anteriores obtenidos y garantizados por los mercados y los Estados. 
Desde un plano de filosofía económica, podemos definirlo como la búsqueda de la asignación eficiente de medios escasos hacia aquellos fines que consideramos más valiosos, respecto del valor de los fines a los cuales renunciamos como consecuencia de dicha acción, es por tanto, una forma en la que los individuos determinan si están invirtiendo los recursos escasos hacia aquellos fines que son más valorados en función de los costes en los que se incurre. 
Se supone en la actividad de mercado un oferente que dispone de un bien o derecho, cuyo valor excede el coste de producirlos al enajenarlos a demandantes. Estos excedentes son el interés de todo agente del mercado o negocio, no obstante diferentes contextos y escalas. Esta sencilla regla, en la práctica genera interpretaciones muy discutidas, debido a la reflexión ética en observación de injusticias salariales, cobros excesivos, formación de monopolios, desacuerdos en el valor y las condiciones de trabajo, y otras fallas del mercado producidas por la libertad individual, ineficaz regulación y las desproporciones de capital entre los participantes.

## Interpretación y percepciones políticas
Un joven (ver obra Eating the Profits, 1879) que come una parte de las manzanas que vende, no está comiendo las ganancias de la venta de manzanas, sino quizás los costos de vender manzanas, pues su alimentación o la energía que esa persona necesita para realizar dicha actividad son parte de los gastos que requiere la actividad, por lo que referirse al lucro como sinónimo de salario resulta una falacia que busca persuadir a favor de la legitimidad del lucro como derecho individual y privado. Sería adecuado decir que un joven que se alimenta de las manzanas que pudieron haber sido su ganancia, ha realizado una actividad que no le ha permitido lucro. Tampoco se hace referencia a la forma en que ha obtenido las manzanas.
Se ha discutido sobre la neutralidad del término, dado a promover o criticar el funcionamiento del modelo económico capitalista pudiendo tener el matiz de que todo lucro es mal habido o abusivo, o por el contrario incluso como propaganda se ha pasado de defender el legítimo derecho de beneficiarse por facilitar la producción o distribución de un bien o servicio, a la distorsión de que el lucro es lo que financia los costos de producción y no los excedentes de la comercialización, retirando así la atención sobre el lucro abusivo, la usura y los monopolios. En acompañamiento a estas discusiones, se ha descrito el carácter de peyorativo que ha resultado del uso de este término en la discusión mencionada, por lo que los defensores del modelo capitalista prefieren utilizar los términos de ingresos, ganancias o beneficios económicos.
Santos López Pelegrín dice:

«La ganancia es siempre lícita y arreglada a las leyes mercantiles; el lucro es siempre excesivo [...;] se lucra un mal amigo de otro, se lucra el que da dinero con créditos exorbitantes».

Roque Barcia dice:

«Cuando la utilidad tuerce el buen camino, cuando es usurera, egoísta, cruel, toma distinta denominación: he aquí el lucro. El lucro es el abuso, casi el delito de la utilidad».

Barcia sugiere que este matiz peyorativo proviene del latín y para ello cita:

Tácito: Valens ab lucra et quaestus infamis (Valente se hace infame por sus lucros).